# Blanca Castilla de Cortázar Larrea
Blanca Castilla de Cortázar Larrea   (Vitòria, 25 de juliol de 1951 - Madrid, 11 de març de 2025) va ser una filòsofa i antropòloga espanyola.

## Biografia
Es llicencià en Filosofia (1973) i estudià el Doctorat en Teologia per la Universitat de Navarra (1981). També es va doctorar en Filosofia (1994) i va realitzar un Màster en Antropologia per la Universitat Complutense de Madrid. Va defensar la seva tesi el 13 de desembre de 1994 i va obtenir la qualificació cum laude per unanimitat.
Exercí una labor com a docent d'Antropologia al Centre Universitari Villanueva adscrit a la Universitat Complutense, a l'Institut Juan Pablo II i a la Universitat Internacional de la Rioja. Era membre de la Reial Acadèmia de Doctors d'Espanya d'ençà del 1997, de la qual va ser secretària general entre 2001 i 2005.
Va estudiar a autors com Gabriel Marcel, Tomás d'Aquino, Xavier Zubiri, Ludwig Feuerbach, Karol Wojtyla i Leonardo Polo i es va especialitzar en temes d'antropologia del gènere. Va ser autora de 75 articles en revistes especialitzades i llibres en col·laboració i premsa.